# Eudocimus
Genre
Eudocimus est un genre d'oiseaux de la famille des Threskiornithidae, comprenant deux espèces d'ibis.

## Liste d'espèces
D'après la classification de référence (version 14.1, 2024) de l'Union internationale des ornithologues, il y a 2 espèces du genre Eudocimus (ordre philogénique) :
- Eudocimus albus (Linnaeus, 1758) — Ibis blanc ;
- Eudocimus ruber (Linnaeus, 1758) — Ibis rouge.